# Shanghai Baby
Shanghai Baby (chinesisch 上海宝贝, Shanghai baobei) ist der Debütroman der chinesischen Autorin Zhou Weihui. Er erschien 1999 in Shenyang und 2001 in der deutschen Übersetzung von Karin Hasselblatt. Es handelt sich um einen semi-autobiografischen Roman, der aus der Perspektive der jungen Schriftstellerin Coco von deren Selbstfindung, Liebesleben und beruflichen Entwicklung im Shanghai der 1990er Jahre erzählt.

## Inhalt
Die Ich-Erzählerin und Protagonistin Coco arbeitet als Kellnerin in einem Café in Shanghai, wo sie den jungen Mann Tian Tian kennenlernt. Die beiden verlieben sich ineinander und Coco zieht, gegen den Ratschlag ihrer Eltern, bald bei ihm ein. Sie gibt ihren Beruf auf und widmet sich ganz dem Schreiben ihres ersten Romans. Sie hatte bereits eine Kurzgeschichtensammlung veröffentlicht. Zwar stehen sich Coco und Tian Tian sehr nahe, seine Verschlossenheit, Impotenz und Drogensucht werden aber zunehmend ein Problem für die Beziehung.
Auf einer Party trifft Coco den deutschen Geschäftsmann Mark, der in Berlin eine Ehefrau und ein Kind hat. Es besteht sofort eine physische Anziehung zwischen den beiden und sie beginnen eine Affäre. Das Liebesdreieck belastet die Beziehung zu Tian Tian, der sich immer mehr zurückzieht und schließlich alleine in den Süden Chinas reist. Dort verfällt er ganz seiner Drogensucht. Coco reist ihm nach und holt ihn zurück nach Shanghai, wo er sich in eine Entzugsklinik begibt.
Mark erzählt Coco, dass er zurück nach Berlin ziehen wird und sie sich bald trennen müssen. Daraufhin verbringen sie einige Tage gemeinsam in seiner Wohnung. Coco vergisst, dass Tian Tians Entlassung aus der Entzugsklinik bevorsteht. Als er seine Freundin nicht in der Wohnung antrifft, begibt Tian Tian sich zu Freunden, die ihm von Cocos Affäre erzählen. Er hat sofort einen Rückfall. Mark verlässt Shanghai und Tian Tian und Coco nehmen ihr gemeinsames Leben wieder auf. Eines Morgens erwacht Coco jedoch neben dem leblosen Körper Tian Tians, der an einer Heroinüberdosis gestorben ist.
Cocos Kurzgeschichtensammlung wird neu aufgelegt und sie präsentiert diese an unterschiedlichen Universitäten. Während Studenten sie fragen, ob sie auch im echten Leben strippen würde, diskutiert sie mit Studentinnen die Stellung der Frauen und den Feminismus. Im letzten Kapitel von Shanghai Baby steht Coco kurz vor der Fertigstellung ihres Romans und plant eine Reise nach Berlin.

## Rezeption
Wei Hui gehört zu einer Generation chinesischer Schriftstellerinnen (auch meinü zuojia, deutsch „schöne Schriftstellerinnen“, genannt), die in den 1970er Jahren geboren sind und „polemisch mit der Tradition des Kollektivismus und den staatlich propagierten Moralvorstellungen brechen, indem sie detailliert und schonungslos individuelles Leben zwischen Daseinsfreude und Existenzangst beschreiben und insbesondere Sexualität offen schildern“. In die Schlagzeilen geriet der Roman Shanghai Baby, als er bald nach der Veröffentlichung wegen seiner expliziten Sexszenen und kritischen Haltung Chinas gegenüber verboten wurde. Der Verlag musste längere Zeit schließen und 40.000 Exemplare des Romans wurden öffentlich verbrannt. Auf dem Schwarzmarkt wie auch international verbreitete sich Shanghai Baby jedoch gut und schnell. Der Roman wurde in zahlreiche Sprachen übersetzt.
Im Jahr 2006 wurde in Shanghai und Berlin der gleichnamige Kinofilm mit Schauspielerin Bai Ling als Hauptdarstellerin sowie Katja Riemann in einer Nebenrolle unter der Regie und Produktion von Berengar Pfahl gedreht. Der Film wurde 2007 auf den Filmfestspielen von Cannes vorgestellt und ist auf DVD verfügbar.
Bei Wei Huis zweitem Roman Marrying Buddha (2005, übersetzt von Susanne Hornfeck) handelt es sich um eine Fortschreibung von Shanghai Baby.

### Textausgaben
- Wei Hui: Shanghai Baby. Roman. Aus dem Chinesischen von Karin Hasselblatt. Ullstein, Berlin 2001, ISBN 978-3-550-08343-3.
- Wei Hui: Shanghai Baby. Roman. Aus dem Chinesischen von Karin Hasselblatt. Ullstein, Berlin 2005, ISBN 3-548-26146-9.

### Sekundärliteratur
- Eva Chen: Shanghai Baby as a Chinese Chick-Lit: Female Empowerment and Neoliberal Consumerist Agency. In: Asian Journal of Women's Studies 15/1 (2009), S. 54–93.
- Eva Chen: Shanghai(ed) Babies: Geopolitics, Biopolitics and the Global Chick Lit. In: Feminist Media Studies 12/2 (2012), S. 214–228.
- Manya Koetse: Shanghai Baby: Beyond China. A Chinese Novel Banished to the West. Bachelor Thesis Literary Studies, University of Amsterdam 2012 (Original auf Niederländisch, 2008). Digital abrufbar.